# Турач Шелі
Тура́ч Шелі (Scleroptila shelleyi) — вид куроподібних птахів родини фазанових (Phasianidae). Мешкає в Африці на південь від Сахари. Вид названий на честь сера Едварда Шеллі, племінника британського орнітолога Джорджа Ернеста Шеллі.

## Опис

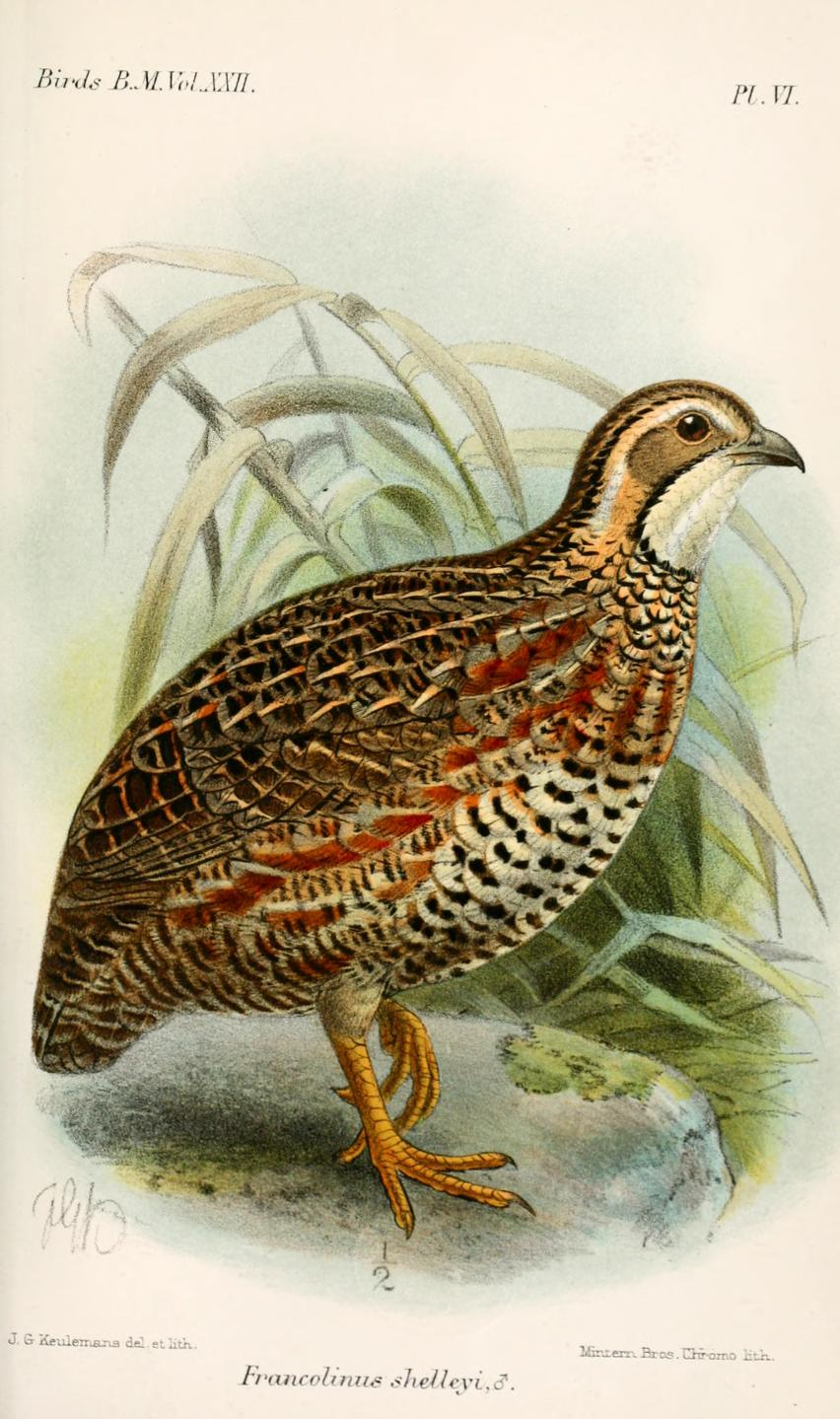
Турач Шелі

Довжина птаха становить 33 см, вага 397–600 г. Забарвлення строкате. Верхня частина тіла переважно темно-сіро-коричнева, нижня частина тіла білувата, поцяткована чорними плямками, на крилах руді плями. Горло біле, окаймлене чорною смугою.

## Підвиди
Виділяють чотири підвиди:
- S. s. uluensis (Ogilvie-Grant, 1892) — центральна і південна Кенія та північна Танзанія;
- S. s. macarthuri (Van Someren, 1938) — гори Чулу (південно-східна Кенія);
- S. s. shelleyi (Ogilvie-Grant, 1890) — від південної Уганди і центральної Танзанії до північних районів ПАР і західного Мозамбіку;
- S. s. whytei (Neumann, 1908) — південний схід ДР Конго, Замбія і північне Малаві.

## Поширення і екологія
Турачі Шелі мешкають в Демократичній Республіці Конго, Уганді, Руанді, Бурунді, Кенії, Танзанії, Малаві, Замбії, Мозамбіку, Зімбабве, Есватіні і Південно-Африканській Республіці. Вони живуть на високогірних луках, на кам'янистих гірських схилах, серед скель, в саванах і рідколіссях. Зустрічаються на висоті від 700 до 3000 м над рівнем моря.

## Поведінка
Турачі Шелі зустрічаються парами або невеликими зграйками. Живляться цибулинами і бульбами рослин, а також безхребетними. Вони є моногамними. Гніздо являє собою невелику заглибину, викопану в землі, встелену травою і корінцями та сховану серед трави. В кладці від 4 до 5, іноді до 7 яєць. Інкубаційний період триває 21-22 дні. Початок сезону розмноження різниться в залежності від регіону, однак зазвичай гніздування відбувається під час сухого сезону.